# Holger Steltzner
Holger Steltzner (* 21. Dezember 1962 in Frankfurt am Main) ist ein deutscher Journalist und ehemaliger Herausgeber der Frankfurter Allgemeinen Zeitung (FAZ).

## Leben
Nach Abitur und Banklehre studierte Steltzner Betriebswirtschaftslehre und Jura an der Universität Frankfurt. Danach arbeitete er ein Jahr als Assistent der Geschäftsleitung in einem mittelständischen Unternehmen, danach im Investmentgeschäft einer schweizerischen Großbank. Im Februar 1993 trat er in die Redaktion der FAZ ein und konzentrierte sich auf die Finanzmarkt-Berichterstattung. Sechs Jahre später übernahm er die Leitung des Finanzmarkt-Teils und wurde zum 1. August 2002 als Nachfolger von Jürgen Jeske Herausgeber der Zeitung.
Am 18. März 2019 teilte die FAZ mit, dass Steltzner aus dem Kreis der Herausgeber der Zeitung ausgeschieden sei, weil eine weitere vertrauensvolle Zusammenarbeit mit den anderen Herausgebern nicht mehr möglich gewesen sei. Im Juni 2019 berichtete der Spiegel, die Kündigung durch die anderen Herausgeber sei im Zusammenhang mit der Verlängerung des Vertrags von Mitherausgeber Jürgen Kaube erfolgt.
Die Süddeutsche spekulierte über seinen „angeblich schwierigen Führungsstil“ sowie seine „politische Einstellung“ als mögliche Gründe.

## Ehrungen
Am 20. September 2016 erhielt Holger Steltzner den Ludwig-Erhard-Preis für Wirtschaftspublizistik 2016 der Ludwig-Erhard-Stiftung. In der Würdigung heißt es: Die Jury würdigt ihn „für seine Kommentare und seine ordnungspolitisch konsequente Haltung zu aktuellen wirtschafts- und finanzpolitischen Fragen. Als Herausgeber der Frankfurter Allgemeinen Zeitung prägt er die wirtschaftspolitische Linie des Blattes in hervorragender Weise.“